# Бенан
Бенан (фр. Besnans) насеље је и општина у источној Француској у региону Франш-Конте, у департману Горња Саона која припада префектури Везул.
По подацима из 2011. године у општини је живело 80 становника, а густина насељености је износила 27,21 становника/km². Општина се простире на површини од 2,94 km². Налази се на средњој надморској висини од 230 метара (максималној 308 m, а минималној 237 m).

## Демографија
| 1962. | 1968. | 1975. | 1982. | 1990. | 1999. | 2011. |
| ----- | ----- | ----- | ----- | ----- | ----- | ----- |
| 44    | 50    | 47    | 51    | 52    | 56    | 80    |

График промене броја становника у току последњих година